# Mesene ingrumaensis
Mesene ingrumaensis – gatunek motyla z rodziny wielenowatych.
Gatunek ten opisany został w 1999 roku przez Curtisa J. Callaghana i Juliána Salazara-Escobara.
Motyl o ciele ciemnobrązowym z białymi: liniami na czułkach, nasadą frontoklipeusa, przednimi odnóżami, dwiema rozetkami na pierwszym tergicie i włoskami na trzecim tergicie. Na tylnych krawędziach segmentów odwłoka od drugiego do szóstego znajdują się jasnopomarańczowe łuski, co jest cechą unikalną rodzaju. Tegule są pomarańczowe. Przednie skrzydła mają u samicy długość 13 mm, a u samca od 18,4 do 19 mm. Skrzydła z pomarańczowym tłem, czarnymi brzegami i białymi paskami w komórkach między żyłkami. Samiec ma szeroki edeagus z rządkiem małych cierni i lekko rozwidloną szypułką z rurkowatym wyrostkiem. 
Owad neotropikalny. Znany z rejonu Cerro de Ingrumá w kolumbijskim departamencie Caldas oraz z zachodniego Ekwadoru. Poławiany na rzędnych 1900–2270 m n.p.m. W Kolumbii zasiedla wzgórza porośnięte bardzo wilgotnym lasem.